# تپه شماره ۱ تجره
تپه شماره ۱ تجره مربوط به سدهٔ ۸ و ۹ ه.ق است و در شهرستان ورامین، بخش جوادآباد، روستای تجره واقع شده و این اثر در تاریخ ۱۲ بهمن ۱۳۸۱ با شمارهٔ ثبت ۷۴۳۳ به‌عنوان یکی از آثار ملی ایران به ثبت رسیده است.